# Anandi Gopal Joshi
Anandibai Gopalrao Joshi (Marata: आनंदी गोपाळराव जोशी) (Kalyan, 31 de março de 1865 - 26 de fevereiro de 1887, em Pune, Índia britânica) foi a primeira mulher indiana e sul-asiática a obter uma graduação universitária em medicina ocidental, em 1886. Acredita-se também que ela é a primeira mulher hindu a pisar em solo norte-americano.

## Vida pessoal
Anandi nasceu em Kalyan, no distrito atual de Maarastra‎, de uma família hindu ortodoxa. Sua família era dona de terras em Kalyan, mas perdeu toda a fortuna. Como era costume da época, ela se casou aos nove anos com Gopalrao Joshi, um viúvo vinte anos mais velho que ela, devido à pressão da família. Depois do casamento, ela mudou seu nome de nascimento, Yamuna, para Anandi.
Gopalrao trabalhou como funcionário dos correios, em Kalyan. Depois, se transferiu para Alibag, em seguida e finalmente para Calcutá. Era um progressista, que apoiou a educação da esposa, o que não era comum na Índia da época. Era comum para os brâmanes serem fluentes em sânscrito, mas Gopalrao preferiu aprender inglês, que era um idioma mais útil e pragmático. Percebendo o interesse de Anandi, ele a incluiu nas aulas de inglês.
Aos 14 anos, Anandi deu à luz um menino, mas a criança viveu apenas dez dias, pois o atendimento médico necessário para sua sobrevivência era inacessível. Este momento foi um ponto de virada para Anandi, que decidiu tornar-se médica.

## Carreira na medicina
Gopalrao encorajou Anandi a estudar medicina. Em 1880, ele enviou uma carta ao missionário norte-americano, Royal Wilder, declarando o interesse de Anandi em estudar medicina nos Estados Unidos. Wilder ofereceu ajuda, desde que o casal se convertesse ao cristianismo, o que não foi aceito pelo casal.
O missionário publicou a carta no Princeton's Missionary Review e Theodicia Carpenter, residente em Roselle, Nova Jersey, leu o apelo de Gopalrao para a esposa Anandi, e ela escreveu ao casal oferecendo acomodações nos Estados Unidos. O casal trocou várias correspondências com Theodicia, em especial sobre religião e cultura hindu.
Enquanto o casal ainda morava em Calcutá, a saúde de Anani começou a deteriorar. Ela tinha fraqueza, constantes enxaquecas, febres ocasionais e, algumas vezes, falta de ar. Theodicia enviou remédios para ela, sem efeito. Em 1883, Gopalrao foi transferido para Serampore e decidiu enviar Anandi por conta própria para estudar medicina no Ocidente, apesar de sua saúde fragilizada. Ele queria que o exemplo da esposa encorajasse outras mulheres a estudar.
Ao saber da decisão de Anandi de estudar nos Estados Unidos, a sociedade hindu ortodoxa protestou veementemente. Muitos cristãos a apoiaram, mas queriam que ela se convertesse. Ela então discursou para a comunidade no Serampore College, explicando sua decisão de obter uma formação em medicina, da perseguição que ela e seu marido sofriam por isso e reiterou a necessidade do país formar mulheres médicas. Seu objetivo era abrir uma faculdade de medicina para mulheres quando voltasse para a Índia. O discurso acabou ganhando repercussão no país e contribuições vieram de várias províncias para sua viagem.

## No Ocidente
A viagem de Anandi para Nova York foi feita de navio, patrocinada por amigas do casal. Ao chegar, Theodicia Carpenter a recebeu em junho de 1883. Anandi escreveu para a Women's Medical College of Pennsylvania, pedindo para ser admitia em seu programa médico, um dos dois programas existentes no mundo na época.

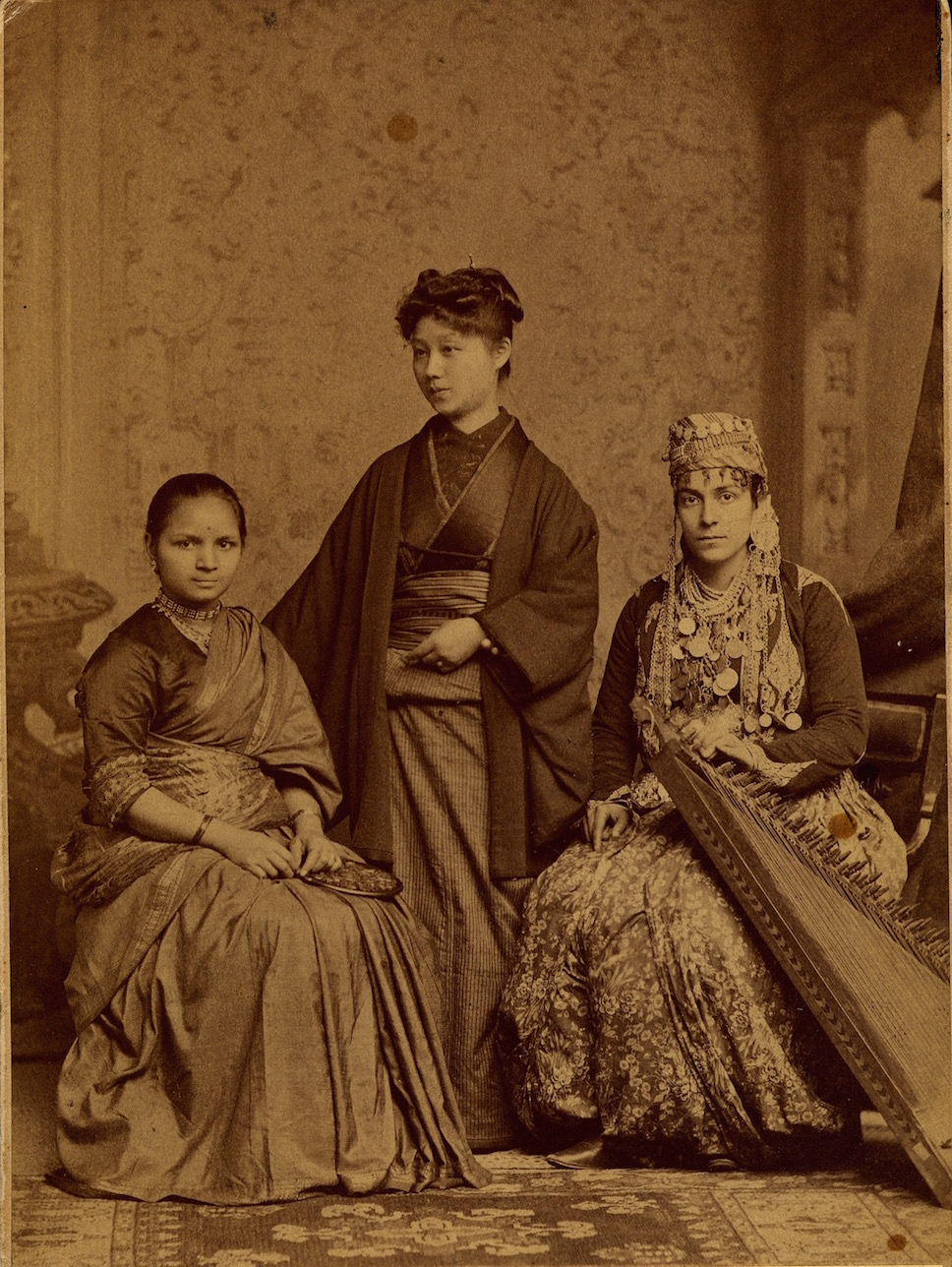
Formatura de Anandi no Women's Medical College of Pennsylvania (WMC) em 1886. Na foto estão Kei Okami (centro) e Tabat Islambooly (à direita). As três completaram seus estudos e cada uma se tornou a primeira em seu respectivo país a se formar em medicina no Ocidente.

Anandi começou seus estudos aos 19 anos, mas sua saúde piorou consideravelmente devido ao tempo consideravelmente mais frio e à dieta. Assim, ela contraiu tuberculose, mas conseguiu se formar e colar grau em 11 de março de 1886, com as congratulações da Rainha Vitória. Seu trabalho de conclusão de curso intitulava-se "Obstetrics among the Aryan Hindoos".

## Retorno à Índia
No final de 1886, Anandi voltou para a Índia e foi recebida como uma heroína nacional. O governador da província de Kolhapur a indicou como médica-chefe da enfermaria feminina do hospital local Albert Edward.

## Morte
Anandi faleceu precocemente em 26 de fevereiro de 1887, pouco antes de completar 22 anos. Sua morte foi lamentada por toda a Índia. Suas cinzas foram enviadas para os Estados Unidos, onde Theodicia Carpenter a enterrou em seu jazigo em Poughkeepsie, estado de Nova York.

## Legado
O Instituto de Pesquisa e Documentação em Ciências Sociais, uma organização não-governamental, em Lucknow, Índia, criou o prêmio Anandibai Joshi Award for Medicine em sua homenagem e por suas contribuições para o avanço das ciências médicas no país.